# Bankrekening op nummer
Een bankrekening op nummer (of nummerrekening) is een bankrekening waarbij de naam van de klant niet verschijnt op de bankafschriften. Alleen het nummer en de codenaam staan erop. 
Ze worden aangeboden door Zwitserse banken aan het grootste deel van hun klanten. Ook banken in andere landen als Andorra, Oostenrijk, Gibraltar, Liechtenstein, Letland en Panama bieden dit soort rekeningen aan . Aan deze bankrekeningen wordt voor het gemak van de bank en de klant ook een codenaam verbonden. Dit voorkomt onduidelijkheid tussen de bank en de klant wat betreft de rekening die besproken wordt. Dit betekent dat wanneer de bankafschriften verloren of gestolen zijn, het niet meteen duidelijk is voor de vinder/dief wie houder is van de rekening.
Hoewel het lijkt alsof een bankrekening op nummer anonimiteit garandeert, eist de Zwitserse wet dat elke bank de identiteit van zijn klanten kent. In geval van een rekening op nummer kent alleen een kleine groep mensen van de bank de identiteit van de klant. Bovendien staat de naam van de klant niet op de computer van de bank, waardoor deze ook beschermd is in geval van computercriminaliteit. 
Om te voorkomen dat rekeningen op nummer gebruikt worden voor criminele doeleinden, hebben de Zwitserse banken strikte regels en wetten tegen witwassen opgesteld, die vereisen dat verdachte zaken worden gemeld aan de Zwitserse autoriteiten. Toch worden rekeningen op nummer gebruikt voor criminele activiteiten, zoals het verduisteren van geld door corrupte politici. Hoewel het niet bekend is hoe betrokken Zwitserse banken zijn in zulke gevallen, hebben zij wel meegewerkt met overheden om het geld terug te storten naar het land in kwestie, zoals gebeurd is met het fortuin van Ferdinand Marcos.
De Zwitserse Bankvereniging (SBV) waarschuwt dat Zwitserse rekeningen op nummer niet gebruikt mogen worden voor internationale overschrijvingen. Reden daarvoor is dat volgens internationale regels naam en adres van de klant en het rekeningnummer altijd kenbaar moeten zijn bij internationale overschrijvingen .
Rekeningen op nummer worden ook voor andere doeleinden gebruikt zoals het verstoppen van geld voor partners, familieleden, schuldeisers, en anderen die wellicht geld weg willen nemen van de eigenaar. In sommige landen wordt het ook gebruikt als bescherming tegen criminelen, ontvoerders en afpersers. Ze worden ook gebruikt voor belastingontduiking, maar sinds banken 15% bronbelasting over de rente op rekeningen van EU-rekeninghouders inhouden, zijn de mogelijke belastingvoordelen zo goed als tenietgedaan. 